# Drosophila amplipennis
Drosophila amplipennis este o specie de muște din genul Drosophila, familia Drosophilidae, descrisă de Malloch în anul 1934. Conform Catalogue of Life specia Drosophila amplipennis nu are subspecii cunoscute.